# Ивић
Ивић је јужнословенско презиме. Познате особе са овим презименом су:
- Владимир Ивић (1977), српски фудбалер;
- Илија Ивић (1971), српски фудбалер и функционер;
- Милка Ивић (1923—2011), српска лингвисткиња;
- Павле Ивић (1924—1999), српски филолог и лингвиста;
- Томислав Ивић (1933—2011), хрватски фудбалер и фудбалски тренер.